# مسجد جامع مزینان
مسجد جامع مزینان مربوط به دوره قاجار است و در شهرستان داورزن، بخش مرکزی، روستای مزینان واقع شده و این اثر در تاریخ ۲۷ بهمن ۱۳۸۲ با شمارهٔ ثبت ۱۰۹۰۳ به‌عنوان یکی از آثار ملی ایران به ثبت رسیده‌است.